# Sphecodes taicho
Sphecodes taicho là một loài Hymenoptera trong họ Halictidae. Loài này được Tsuneki mô tả khoa học năm 1983.